# Titanopsis
Titanopsis es un género con tres especies de plantas suculentas perteneciente a la familia Aizoaceae.   Es originario de Sudáfrica.

## Taxonomía
El género fue descrito por  Martin Heinrich Gustav Schwantes, y publicado en Zeitschrift für Sukkulentenkunde. Berlin 2: 178. 1926. La especie tipo es: Titanopsis calcarea
Etimología
El nombre Titanopsis proviene del griego "Titanos" (= piedra caliza) y "opsis" (= parecido)

## Especies
- Titanopsis calcarea
- Titanopsis hugo-schlechteri
- Titanopsis schwantesii